# Charles-Félix de Choiseul-Praslin
Pour les autres membres de la famille, voir Famille de Choiseul.
Charles-Félix de Choiseul-Praslin (Paris, 24 mars 1778 - Paris, 28 juin 1841), était un homme politique français du XIXe siècle.

## Biographie
Fils de Antoine-César de Choiseul, duc de Praslin, Charles-Félix entra à l'école polytechnique.
Grand conservateur (4 décembre 1804) du Grand Orient de France.
Comme son père qui avait accepté la révolution puis le consulat et l'empire, Choiseul fut fidèle à l'empereur Napoléon Ier, qui le fit chambellan en 1805 et  comte de l'Empire le 31 janvier 1810.
Appelé en 1811 à la présidence du collège électoral de Seine-et-Marne, le comte de Praslin équipa, à ses frais, une compagnie de cavaliers en 1813 et combattit, en 1814, sous les murs de Paris, comme chef de la 1re légion de la Garde nationale de Paris.
Il se rallia à la première Restauration, et, dès que le Sénat conservateur eut proclamé la déchéance de Napoléon, il fut des premiers à proposer une souscription pour le rétablissement de la statue d'Henri IV de France sur le Pont Neuf. Le 4 juin 1814, il fut admis dans la Chambre des pairs en sa qualité de duc d'ancien régime.
L'Empereur, au retour de l'île d'Elbe, ne lui en tint pas rigueur et le porta sur la liste des pairs des Cent-Jours.
Le 6 juillet 1815, il signa le premier la déclaration des chefs de la garde nationale en faveur du drapeau tricolore. Tenu d'abord à l'écart par la seconde restauration, il fut réintégré au sein de la Chambre des pairs lors de la "fournée" du 21 novembre 1819 où il vota avec les libéraux.
Après les journées de Juillet 1830 il adhéra, conformément aux convictions profondes de sa famille, à la Monarchie de Juillet. Chevalier de la Légion d'honneur, il était également conseiller général de Seine-et-Marne.

## Titres
- 4e Duc de Praslin (1808-1841) ;
- 1er comte de Choiseul-Praslin et de l'Empire (décret du 3 décembre 1809, lettres patentes signées à Paris le 31 janvier 1810[1]).
- Pair de France (Chambre des pairs)[2] :
  - 4 juin 1814 - 20 mars 1815,
  - 2 juin 1815 - 24 juillet 1815,
  - 21 novembre 1819 - 29 juin 1841,
  - Duc et pair (21 novembre 1819, sans majorat)

## Distinctions
- Légion d'honneur[3] :
  - Légionnaire (12 mars 1811), puis,
  - Officier (6 janvier 1815), puis,
  - Commandeur de la Légion d'honneur (30 avril 1836).

## Armoiries
| Image | Armoiries |
| ----- | --- |
|       | Armes du comte de Choiseul-Praslin et de l'Empire D'azur à la croix d'or, cantonnée en chef à dextre et à sénestre de cinq billettes en sautoir et en pointe à dextre et à sénestre de quatre billettes deux et deux le tout d'or, ombré de gueules : franc quartier des comtes officiers de Notre Maison,. - Livrées : les couleurs de l'écu. |
|       | Armes du duc de Praslin, membre de la Chambre des pairs D’azur à la croix d’or accompagné de dix-huit billettes du même, cinq et cinq en chef posées en sautoir, quatre et quatre en pointe posées deux et deux. |

### Ascendance & postérité
Fils de Antoine-César de Choiseul, 3e duc de Praslin (1756 ✝ 1808), et de Charlotte Antoinette O'Brien Thomond (1759 ✝ 1808), fille de Charles O'Brien de Thomond, Charles-Félix épousa, le 12 avril 1803 à Paris (contrat de mariage du 12 germinal an XI), Charlotte Le Tonnelier de Breteuil (1779 ✝ 1861). Ensemble, ils eurent :
- Charles Théobald (1805-1847), pair de France, marié à Françoise (dite Fanny) Altaria Rosalba Sebastiani della Porta (14 avril 1807 ✝ 17 août 1847), fille du général Sébastiani, dont postérité ;
- Edgard (28 octobre 1806 ✝ 5 février 1887 - Paris), 2e comte de Choiseul-Praslin, marié en 1842 avec Georgine de Schickler (✝ 12 janvier 1849), dont :
  - Alix (1843 ✝ 3 mars 1878), mariée le 21 mai 1863 avec Carl Henri de Mercy-Argenteau (1840 ✝ 1892), dont ;
- Slanie (29 août 1807 ✝ 29 novembre 1843), mariée le 1er décembre 1829, avec Henri Marie Nicolas (1808 † 1846), marquis d'Harcourt, dont ;
- Régine (2 septembre 1810 ✝ 14 février 1855), mariée, le 12 février 1833, avec Marc Édouard (1811 ✝ 1878), duc de Sabran-Pontevès, dont postérité ;
- Laure Geneviève (✝ 1873), mariée avec Charles de Calvière-Vézénobres, marquis de Calvière (1816 ✝ 1878) ;
- Alix (4 août 1820 ✝ 29 janvier 1891 - Chateau de Clères), mariée le 18 juin 1839, avec Louis-Hector de Galard de Brassac de Béarn (1802 ✝ 1871), dont postérité.